# 캠프 이글

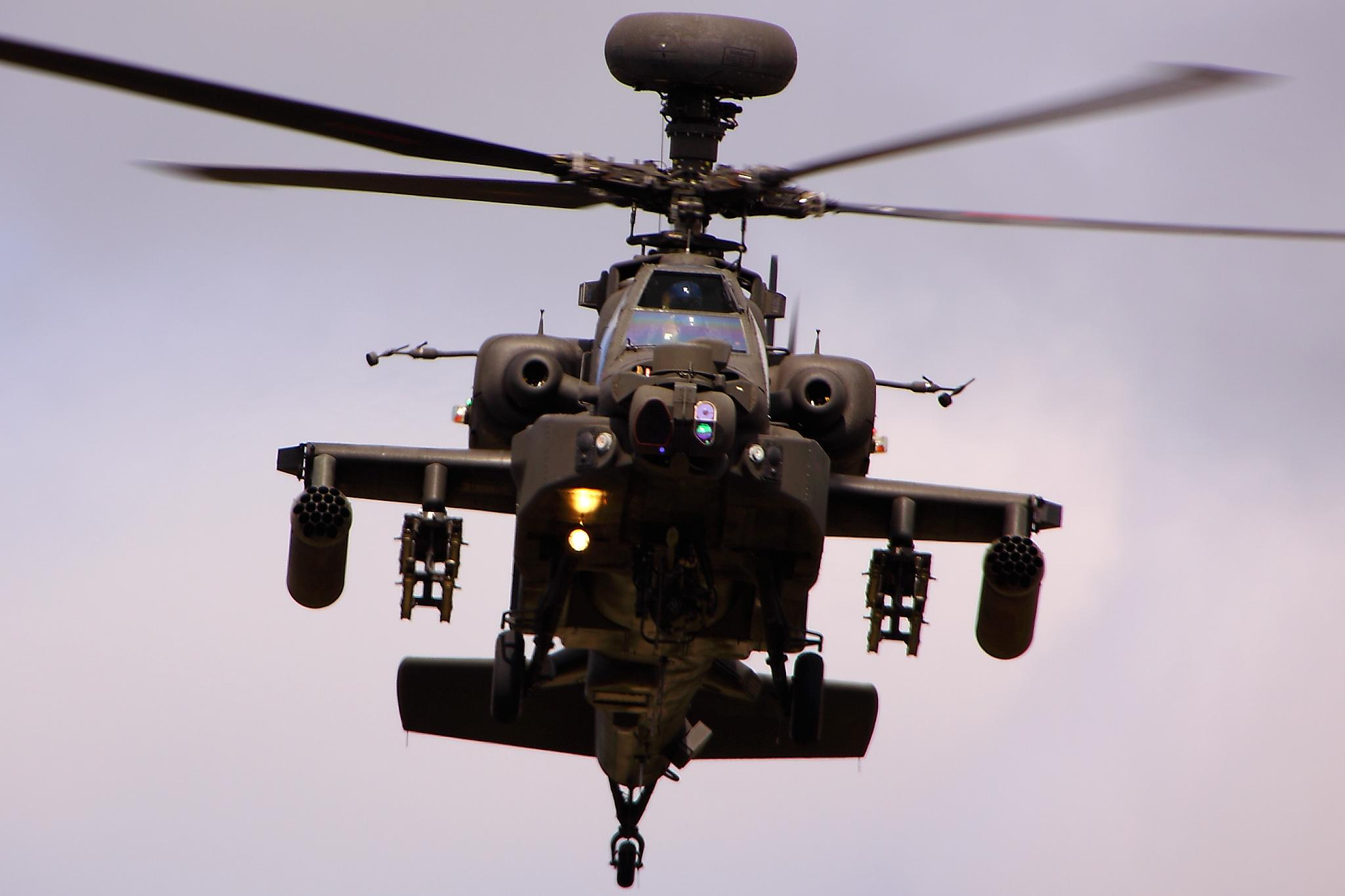
AH-64D 롱보우 아파치. 캠프 이글에 같은 기종이 있다.

캠프 이글(Camp Eagle)은 강원특별자치도 원주시 소초면에 위치한 주한미군의 기지이다.

## 역사
원주에는 캠프 롱과 캠프 이글의 미군기지 2곳이 있었다. 한국군은 제1야전군 사령부가 원주에 있다. 약 75만 m²의 캠프 이글 내부는 아파치 헬기를 위한 대형 격납고와 정비시설, 헬기장, 숙영시설 등으로 이뤄졌다. 캠프 이글은 2009년 3월, 캠프 롱은 2010년 6월에 폐쇄되었다.
1987년 창설된 캠프 이글은 13만여평에 격납고와 활주로를 갖추고 아파치 헬기 등 미공군 첨단장비를 배치해 한미 연합작전과 중동부전선 전쟁 억제력 역할을 맡아왔다. 춘천 캠프 페이지가 2005년 한국에 반환되면서, 1개 항공대대가 원주 캠프 이글로 이전해 주둔하고 있다.
1994년, 원주 캠프 이글에서 변압기 폐유 4백여L가 관계자 부주의로 유출되었다.
2002년 8월 21일, 오후 10시경 춘천 캠프 페이지에서 주유를 한 뒤 이륙, 이날 오후 11시경 경기 평택시 캠프 험프리스에 도착할 예정이었으나 오후 10시 30분경 포천군 이동면 사양산 735고지 5분능선에서 통신이 두절된 뒤 레이더상에서 사라졌다. 실종 아파치 헬기는 강원 원주시 캠프 이글 소속이다.
2004년 10월, 한미 양국이 주한미군 감축에 합의했다. 미 2사단 소속 아파치 헬기 1개 대대가 철수했다. 원래 아파치 3개 대대 72대가 배치되어 있었다.
2004년 말, 주한미군은 구형 아파치헬기(AH-64A)를 첨단사격통제레이더가 탑재된 최신기종(AH-64D)으로 교체했다. 강원 원주시 주한미군 2사단의 제2항공전투여단 주둔지인 캠프 이글의 대형 격납고 속에 아파치 헬기들이 있다. 주한미군의 아파치부대는 강도 높은 훈련으로 정평이 나 있다. 전천후 임무 수행을 위해 한반도의 험준한 산악지형에서 적의 기습을 상정한 야간전술 비행연습도 자주 한다. 주한미군 아파치 조종사들의 실력은 미 육군을 통틀어 ‘최고 수준’으로 꼽힌다.
2009년 3월, 원주 캠프 이글에 있던 아파치 공격헬기 2개 대대 중 1개 대대(20여대)가 이라크로 이동했다. 캠프 이글에는 1개 대대만 남아 있다.
2010년 6월, 캠프롱과 캠프이글은 SOFA 규정에 따라 폐쇄와 함께 반환절차가 진행되었다. 그러나, 토양오염 정화 책임을 놓고 한미간 이견을 보이며 반환이 지연됐다.
2010년 10월, 캠프롱과 캠프이글이 한국에 반환되었다.
2013년, 한국이 AH-64E 아파치 가디언 공격헬기 36대를 도입하기로 결정했다. 18대를 1개 대대로 해서 2개 대대 분량이다.
2017년 1월 9일, 2009년 원주 캠프 이글에서 이라크로 철수한 주한미군 아파치 공격헬기 1개 대대가 평택 캠프 험프리스로 돌아온다. 주한미군 아파치 공격헬기는 2009년 이후 1개 대대만 배치되어 있었는데, 이번에 9년만에 2개 대대가 배치되는 것이다. 아파치 헬기 1개 대대는 360여 명으로 구성되며, 미 육군 2사단 예하 항공여단으로 편성된다.
2017년, 한국이 AH-64E 아파치 가디언 공격헬기 36대를 모두 인수했다.
2019년 12월 11일, 정부는 평택 캠프 험프리스에서 미국과 제200차 주한미군지위협정(SOFA) 합동위원회를 열고 부평 캠프 마켓을 비롯해 원주 캠프 이글과 캠프 롱, 동두천 캠프 호비 쉐아사격장 등 폐쇄된 미군기지 4곳을 즉각 반환받기로 했다. 캠프롱과 캠프이글은 10년 전에 폐쇄되었지만, 1군사령부에서 사용 필요성을 주장하여 방치되어 왔다.
2020년 4월, 평택 캠프 험프리스에 주둔 중인 주한 미 2사단의 아파치 부대가 2020년 여름 순환 배치된다고 미 육군이 밝혔다. 아파치 부대는 주한 미군의 핵심 전력으로, 순환 배치 계획을 밝히고 훈련 모습까지 공개한 건 처음이다. 주한미군은 아파치 대대를 6~9개월 단위로 순환 배치하고 있다. 올여름 켄터키주 포트 캠벨의 제101 전투항공여단 소속 대대가 한국에 전개할 계획이다.

## 같이 보기
- en:Camp Eagle (Vietnam)